# The Sins of the Mothers
The Sins of the Mothers è un film muto del 1914 diretto da Ralph Ince. Di genere drammatico, ambientato nelle sale da gioco, il film aveva come interpreti Alice Stewart, Julia Swayne Gordon, Ralph Ince, Earle Williams, Lucille Lee Stewart (sorella di Anita), Mary Maurice, Paul Scardon.

## Trama
Dopo che il marito, giocatore incallito, si è suicidato per i debiti contratti sui tavoli da gioco, la signora Raymond decide di mandare in convento la figlia Trixie che mostra pure lei propensione per il gioco d'azzardo. Passano gli anni: Trixie vorrebbe diventare suora ma la madre le chiede di sospendere la sua decisione per un anno, uscendo per quel periodo dal convento. Trixie, presa dalla vita mondana, riacquista il gusto per il gioco, subendo però pesanti perdite e accumulando anche lei debiti come già suo padre. Norris, il suo amore d'infanzia, paga i debiti della ragazza e la sposa. Trixie promette di smettere, ma non è capace di onorare la sua promessa. Per trovare il denaro che le serve, ruba al domestico Dovey e lo fa accusare di aver rubato una collana che invece ha rubato lei. Norris riesce a discolpare l'uomo facendo confessare la moglie.
La signora Raymond vende ad Anatole De Voie la casa da gioco di cui era segretamente proprietaria e parte per un viaggio con la figlia. Quando ritornano, Trixie riprende a giocare, accumulando ancora pesanti debiti con De Voie. Norris, che è diventato procuratore distrettuale, ordina un'irruzione nella casa da gioco: durante il blitz, Trixie viene accidentalmente colpita e muore. Il suo teschio ora ossessiona senza requie la signora Raymond.

## Produzione
Elaine Sterne vinse il premio di mille dollari al concorso per la miglior sceneggiatura bandito dalla Vitagraph attraverso il New York Evening Sun cui parteciparono 3.500 concorrenti.
Il film fu prodotto dalla Vitagraph Company of America come Broadway Star Features.

## Distribuzione
Il copyright del film, richiesto dalla Vitagraph Co. of America, fu registrato il 5 gennaio 1915 con il numero LP4121.
Distribuito dalla V-L-S-E, il film uscì nelle sale cinematografiche statunitensi il 14 giugno 1915 dopo essere stato presentato in prima al Vitagraph Theatre di New York il 27 dicembre 1914.
In seguito, venne rimontato da Mr. e Mrs. George Randolph Chester e la nuova versione, diversa in più punti dall'originale e con un finale differente, con la protagonista che guarisce dal demone del gioco e, di conseguenza, non muore, fu distribuita nel dicembre 1919 dalla Vitagraph Company of America con un nuovo copyright registrato con il numero LU14549 il 19 dicembre 1919. Elaine Sterne venne accreditata come soggettista, mentre la sceneggiatura era firmata da Donald I. Buchanan.
Non si conoscono copie ancora esistenti della pellicola che viene considerata presumibilmente perduta.